# Subsecretaria d'Ocupació i Seguretat Social
La Subsecretaria d'Ocupació i Seguretat Social és la Subsecretaria del Ministeri d'Ocupació, Migracions i Seguretat Social. Fins 2011 era la Subsecretaria de Treball i Immigració.

## Funcions
D'acord amb el Reial decret 703/2017, li correspon a la Subsecretaria d'Ocupació i Seguretat Social:
- El suport i assessorament tècnic al titular del Departament en l'elaboració i aprovació dels plans d'actuació del Departament.[2]
- L'estudi dels diferents elements organitzatius del Departament i la direcció i realització dels projectes organitzatius d'àmbit ministerial.
- La supervisió de la fonamentació tècnico-jurídica de tots els assumptes del ministeri i els seus organismes públics que se sotmetin a la consideració de la Comissió General de Secretaris d'Estat i Subsecretaris i del Consell de Ministres.
- La coordinació i gestió dels recursos humans, financers, tecnològics i materials del Departament.
- L'informe dels projectes de normes d'altres ministeris, coordinant les actuacions dins del ministeri i amb els altres departaments que hagin d'intervenir en el procediment.
- La coordinació de l'acció del Departament en l'exterior, la cooperació internacional, sense perjudici de les competències del Ministeri d'Afers Exteriors i de Cooperació d'Espanya, i la coordinació de les Conselleries d'Ocupació i Seguretat Social en l'exterior, sense perjudici de la competència de les Ambaixades o Missions Diplomàtiques espanyoles a l'estranger i de la dependència directa dels titulars d'aquelles respecte del Cap de Missió Diplomàtica.

## Estructura
De la Subsecretaria d'Ocupació i Seguretat Social depenen els següents òrgans directius:
- Secretaria General Tècnica de la Sotssecretaria.
- Direcció general de la Inspecció de Treball i Seguretat Social.
- Direcció general d'Estadística i Anàlisi Sociolaboral.
- Advocacia de l'Estat en el Departament.
- Intervenció Delegada de la Intervenció General de l'Administració de l'Estat.
- Gabinet Tècnic de la Sotssecretaria.
- Oficina Pressupostària.
- Inspecció General de Serveis.
- Subdirecció General de Recursos Humans.
- Subdirecció General d'Ordenació i Desenvolupament dels Recursos Humans dels Organismes Autònoms i de la Seguretat Social.
- Subdirecció General de Tecnologies de la Informació i Comunicacions.
- Subdirecció General d'Administració Financera
- Oficialia Major.

## Llista de subsecretaris
| Nom                                  | Cos de funcionaris                                            | Any de naixemento | Data de nomenament     |
| ------------------------------------ | ------------------------------------------------------------- | ----------------- | ---------------------- |
| Francisco Javier Isturiz de Aguinaga | Cos Superior d'Inspectors de Treball i Seguretat Social       | 1934              | 9 de febrer de 1977    |
| Jerónimo Arozamena Sierra            | Magistrat                                                     | 1933              | 11 de juliol de 1977   |
| Gerardo Harguindey Banet             | Cos Tècnic Superior de l'Administració de la Seguretat Social | 1937              | 27 de febrer de 1978   |
| José Miguel Prados Terriente         | Cos Superior d'Administradors Civils de l'Estat               | 1945              | 11 de juliol de 1980   |
| Miguel Cuenca Valdivia               | Cos Superior d'Inspectors de Treball i Seguretat Social       | 1948              | 29 de desembre de 1981 |
| Segismundo Crespo Valera             | Cos Superior d'Inspectors de Treball i Seguretat Social       | 1942              | 7 de desembre de 1982  |
| Carlos Navarro López                 | Cos Superior d'Inspectors de Treball i Seguretat Social       | 1938              | 21 d'abril de 1991     |
| Marino Díaz Guerra                   | Professor Universitari                                        | 1937              | 10 de maig de 1996     |
| José Marí Olano                      | Cos d'Advocats de l'Estat                                     | 1969              | 19 de juliol de 2002   |
| Aurora Domínguez González            | Cos Superior d'Inspectors de Treball i Seguretat Social       | 1947              | 19 d'abril de 2004     |
| Leandro González Gallardo            | Cos Superior d'Administradors Civils de l'Estat               | 1945              | 21 d'abril de 2008     |
| José María de Luxán Meléndez         | Cos Superior d'Administradors Civils de l'Estat               | 1957              | 29 d'octubre de 2010   |
| Pedro Llorente Cachorro              | Cos Superior d'Administradors Civils de l'Estat               | 1967              | 30 de desembre de 2011 |
| Raúl Riesco Roche                    | Cos Superior d'Administradors Civils de l'Estat               | 1965              | 15 de juny de 2018     |